# Mnet
„Mnet“ (на корейски: 엠넷, Em-nes) е южнокорейски кабелен телевизионен канал, собственост на Си Джей И Ен Ем. Каналът стартира на 1 март 1995 г.
Студиото CJ E&M Center, разположено в Сангам-донг, Мапо-гу, Сеул, е излъчващият и звукозаписният център на много програми на Mnet със студийна аудитория, а именно на живото седмично музикално шоу M Countdown.